# 1-я Донская казачья батарея

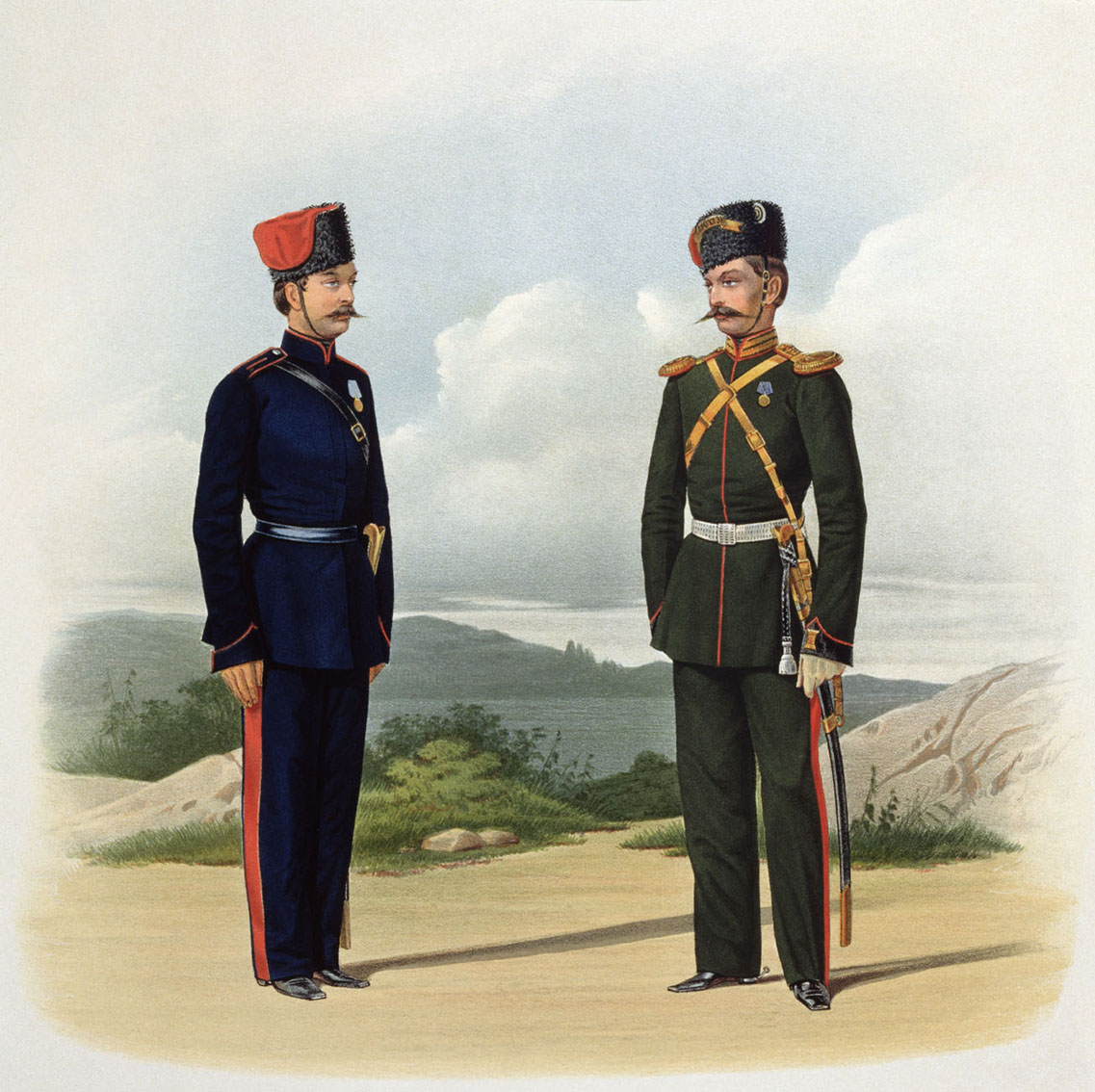
Пиратский К. К. Казак Донского Войска и Обер-офицер Донской Конно-Артиллерийской № 2 батареи. 1862 г.

1-я Донская казачья батарея — конно-артиллерийская батарея Русской Императорской армии.
Комплектовалась донскими казаками Черкасского и Сальского округов.
Старшинство — с 3 января 1875 года.
Батарейный праздник — 5 октября.

## История организации
7 апреля 1838 года — офицеры и казаки Донских казачьих полков, находившихся в Польском царстве России, в необходимом для формирования одной артиллерийской батареи количестве, были прикомандированы к конно-артиллерийским батареям для последующего формирования Донской резервной батареи № 2 (в военное время). При увольнении полков на льготу, из прошедших артиллерийскую подготовку чинов была сформирована резервная батарея № 4.
14 апреля 1856 года — из прикомандированных чинов была сформирована Донская резервная № 2 конно-артиллерийская батарея.
12 января 1865 года — наименована — 2-я Донская конная батарея.
31 октября 1875 года — наименована — Донская казачья № 2 батарея.
17 августа 1875 года — из 3-х взводов батареи № 2 была сформирована Донская казачья № 1 конно-артиллерийская батарея.
24 мая 1894 года — наименована — 1-я Донская казачья батарея.

## Участие вРусско-турецкой войне 1877—1878 гг.
- 14 мая 1877 года — при бомбардировании позиции у д. Слободзеи.
- 21 июля 1877 года — батарея перешла р. Дунай у г. Зимницы.
- 22 июня 1877 года — участие в деле у д. Дели-Суле.
- 23 июня 1877 года — в стычке при д. Чаумкиой.
- 30 июля 1877 года — в стычке у д. Мечки.
- 27 июня 1877 года — участие при взятии д. Гродешти.
- 3-4 июля 1877 года — в ночном бою у д. Сосновид.
- 8 июля 1877 года — в бою под Плевной.
- 26 июля 1877 года — в усиленной рекогносцировке г. Ловчи.
- 9 — 11 ноября 1877 года — 1-й и 2-й взвод участвует во взятии Правецкой позиции.
- 12 ноября 1877 года — участие во взятии г. Этрополя.
- 18 ноября 1877 года — в бою в занятии г. Охрание и Вроческой позиции.[8]

## Офицерский состав батареи на 1911 год
- Командир батареи — войсковой старшина Наведышев, Лев Васильевич
- Подъесаулы:
  - Евсеев, Дмитрий Григорьевич
  - Чумаков, Николай Александрович
  - Лемешев, Степан Иванович
  - Попов, Валериан Николаевич
  - Кошкин, Владимир Александрович
  - Платонов, Пётр Алексеевич
- Хорунжие:
  - Никольский, Николай Михайлович
  - Пономарёв, Николай Степанович
  - Карасёв, Михаил Фёдорович[11]
  - Поляков, Андрей Андреевич
  - Никулевич, Иван Никанорович
  - Казмичев, Георгий Петрович[8][12][13][14][15]

## Вооружение

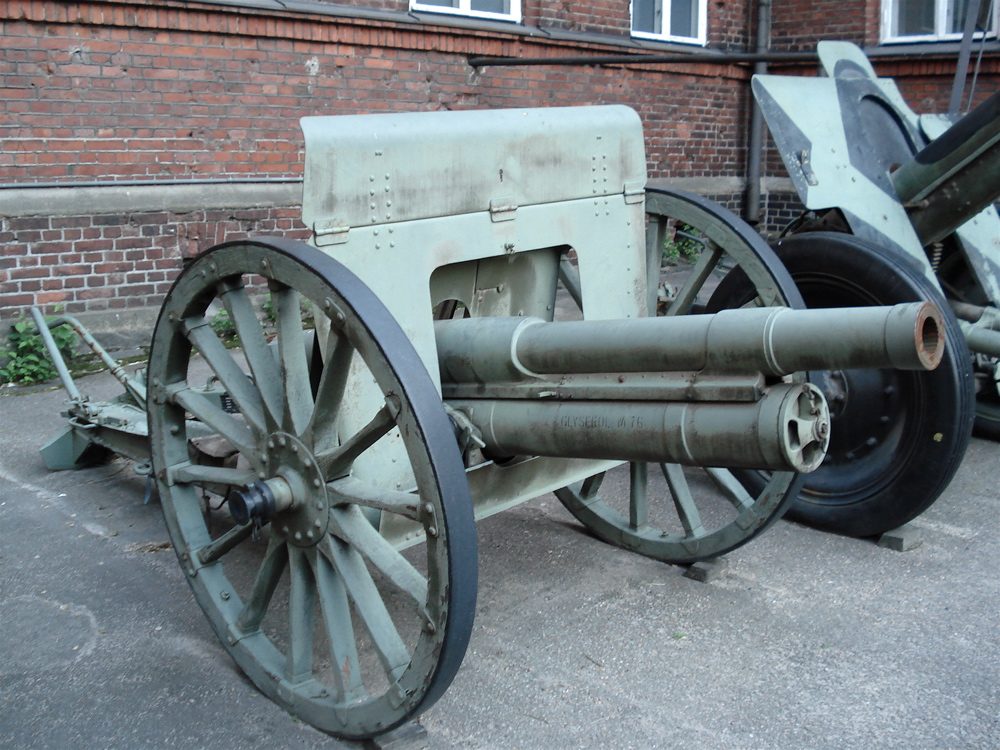
76-мм дивизионная пушка образца 1902 г.

- 76-мм дивизионные пушки образца 1902 года.

Конная и казачья артиллерия выступила на войну с 6-орудийными батареями, которые признавались громоздкими, вследствие чего с перевооружением 76-мм скорострельными пушками предполагалось их переформировать в 4-орудийные. Однако до начала войны по экономическим соображениям это не было осуществлено. Во время войны решено было перейти в конной и казачьей артиллерии к 4-орудийным батареям, имея в дивизионе не по две, а по три батареи. Это увеличивало бы число огневых артиллерийских единиц в кавалерийской дивизии. Мера эта была осуществлена далеко не в полном виде.

## Участие вПервой мировой войне
На Юго-Западном фронте.
- 1914 — в составе 8-й кавалерийской дивизии в Галицийской битве.[17][18][19][20][21]
- 1915—1918 — …
- 10-20 июля 1915 г. активно участвовала в Наревской операции[22][23].

## Знаки отличия
- знаки на головные уборы: «За отличие в турецкую войну 1877 и 1878 годов»;
- одиночные белевые петлицы на воротнике и обшлагах мундиров нижних чинов, пожалованные 6 декабря 1908 года[3].